# Leskovec pri Krškem
Leskovec pri Krškem – wieś w Słowenii, w gminie Krško. W 2018 roku liczyła 1062 mieszkańców.